# Mercedes-Benz W126
La Mercedes-Benz W126 è la seconda generazione della Mercedes-Benz Classe S, un'autovettura di lusso prodotta dalla casa automobilistica tedesca Mercedes-Benz dal 1979 al 1991, e fino al 1994 in Sudafrica.

## Storia

### La genesi
La genesi della serie W126 ha inizio già nel 1971, non appena ultimata la precedente serie W116, in procinto di essere lanciata sul mercato. Va detto che la progettazione della W126 venne pesantemente influenzata dalla crisi petrolifera del 1973 e perciò molte delle specifiche prioritarie del progetto erano volte al contenimento dei consumi, anche se in questo caso si trattava di una vettura elitaria. Si prevedevano perciò, tra l'altro, una maggior efficienza dei propulsori, un miglior coefficiente di penetrazione aerodinamica ed un corpo vettura più leggero.

Il responsabile generale del progetto fu  Werner Breitschwerdt (JPG), su geocities.com. URL consultato il 28 ottobre 2009 (archiviato dall'url originale il 19 settembre 2000)., mentre il disegno del corpo vettura fu affidato al friulano Bruno Sacco, qui al suo primo progetto in qualità di responsabile del design.
Per quanto riguarda la riduzione della massa della vettura, vennero impiegati speciali acciai altoresistenziali, più rigidi ed al tempo stesso più leggeri. Grazie a tale soluzione, si ebbe un risparmio di peso che in certi modelli della gamma W126 sarebbe arrivato anche a 250 kg. La scocca venne progettata per la prima volta facendo uso della tecnologia CAD/CAM e venne realizzata sfruttando e perfezionando ulteriormente i criteri di deformazione programmata necessari per garantire un adeguato standard di sicurezza.
Dal punto di vista dei motori da utilizzare, gran parte di essi era derivato direttamente da motori già esistenti, ma rivisti in più punti allo scopo di ridurne il peso e di migliorarne l'efficienza, mentre vi fu una new entry nella gamma motoristica, rappresentata dal nuovo 3.8 litri M116, interamente realizzato in lega di alluminio e di nuova progettazione, sebbene si rifacesse in alcuni aspetti al precedente 3.5 litri M116. Unica motorizzazione invariata al momento del lancio fu quella di base, rappresentata dal 2.8 M110, disponibile sia a carburatori sia ad iniezione.
Compito di Bruno Sacco fu invece quello di disegnare una vettura più aerodinamica: gli studi alla galleria del vento permisero la realizzazione di un corpo vettura più profilato di quello del modello precedente. Il suo Cx di 0.36 era in assoluto il più basso della categoria.

### La presentazione
Quelle descritte sono state solo alcune delle caratteristiche di quella che sarebbe stata la nuova ammiraglia di lusso del marchio della Stella a tre punte. Ma la vettura finita ne avrebbe mostrate anche altre, che sarebbero state visibili al pubblico solo alla presentazione del nuovo modello.

La presentazione avvenne al Salone dell'automobile di Francoforte nel settembre del 1979: la sostituta della W116 può essere considerata la prima ammiraglia moderna della Casa di Stoccarda. Fu infatti la prima Mercedes-Benz a far uso di elettronica, inizialmente solo in alcuni dispositivi, tra cui l'ABS (la Casa tedesca fu tra le primissime ad adottare l'ABS su una vettura di serie). La W126 fu anche la prima ad avere una linea aerodinamica e ad impiegare la plastica per paraurti e fascioni. Inserti in plastica nella carrozzeria ed uso dell'elettronica furono altre due delle nuove caratteristiche della vettura, che per la verità non presentava alcunché di realmente rivoluzionario, ma si limitava a perfezionare ed evolvere concetti già introdotti nei modelli precedenti. Un esempio è dato dalla scocca a deformazione programmata, che nella serie W126 è ulteriormente evoluta. Per il resto, la vettura manteneva la classica impostazione a motore anteriore longitudinale e trazione posteriore. In ogni caso, le caratteristiche citate, ed in particolare il massiccio uso dell'elettronica, fanno sì che la W126 venga considerata come il modello-spartiacque tra le ammiraglie classiche e quelle moderne.
Dal punto di vista del design, la W126 suscitò, inizialmente, qualche perplessità tra i clienti più tradizionali in quanto il distacco estetico col resto della produzione Mercedes era notevole: le sue linee raccordate la facevano apparire assai meno imponente della W116, rispetto alla quale era anche più stretta di ben 5 centimetri. Ciò fu il risultato di una ricerca di linee maggiormente sobrie e meno appariscenti, una sorta di austerity stilistica, anch'essa conseguente alla precedente crisi economica. Ad ogni modo il livello di finiture, il design classico dell'abitacolo, l'elevato grado di sicurezza (scocca a deformazione differenziata evoluta, ABS), la presenza di cromature, seppur più discreta (mascherina a radiatore, cornici attorno a vetri e paraurti, profilo sul cofano del bagagliaio) e l'assoluto comfort di bordo erano perfettamente in linea con la tradizione della Stella a 3 punte. Per questi motivi, nonostante le prime critiche alla sobrietà delle linee, la W126 seppe ben presto imporsi nel mercato delle ammiraglie, dove divenne una delle berline di riferimento assieme alle varie Jaguar XJ e BMW Serie 7.

### Evoluzione
La serie W126 fu proposta nel corso della sua carriera in tre varianti di carrozzeria principali, ossia berlina, limousine (praticamente una berlina a passo allungato, i cui modelli erano indicati con la sigla SEL) e coupé (che utilizzava la sigla SEC). Non mancarono però alcune versioni particolari, come la limousine a sei porte, sebbene non ufficialmente a listino. Le prime due versioni sono state le prime ad essere svelate al pubblico: il Salone di Francoforte le ha tenute a battesimo entrambe.

#### La versione berlina

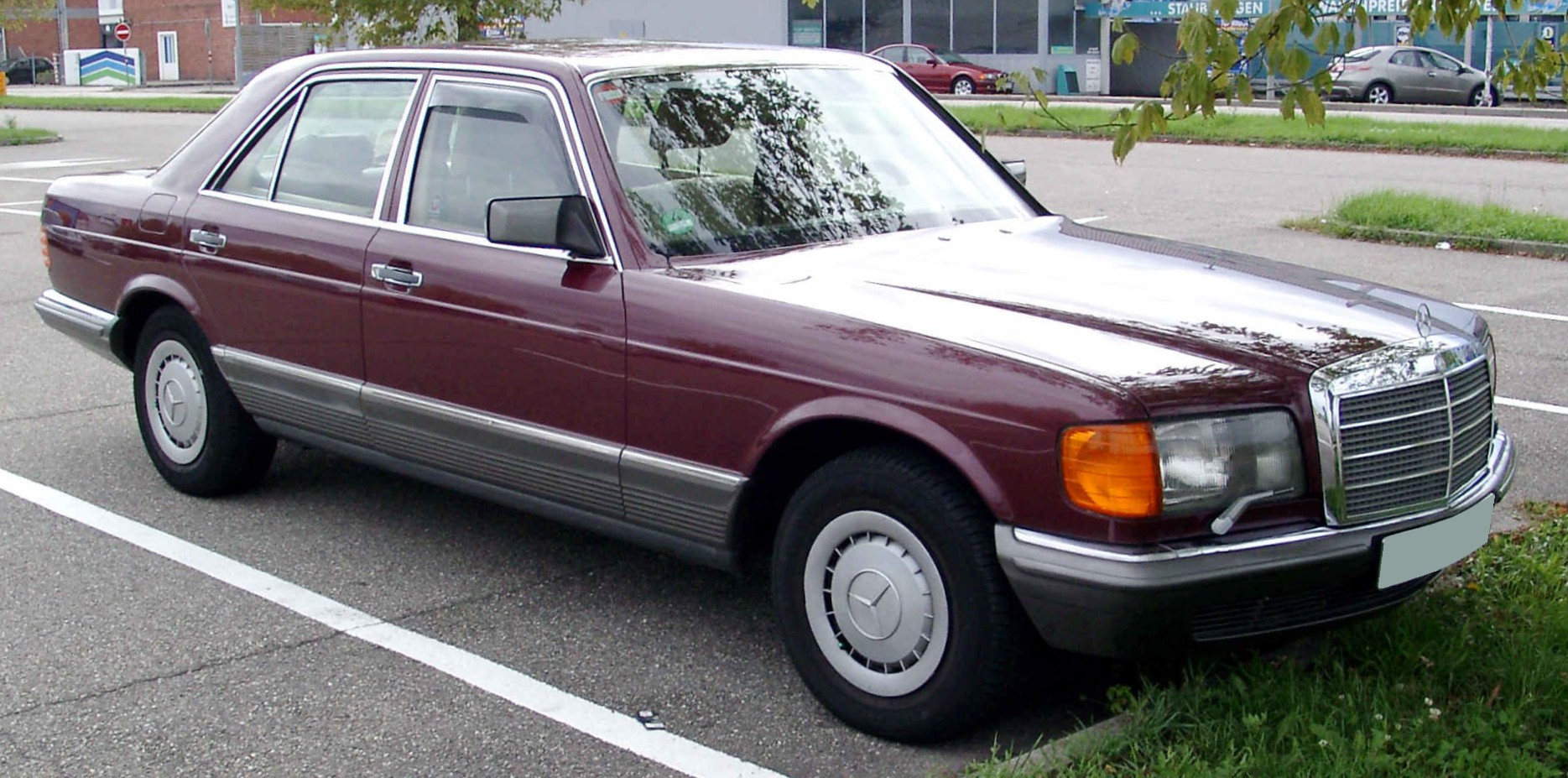
Una 380SE W126

Al momento del lancio, la gamma W126 era composta di sette modelli, di cui quattro berline e tre limousine. Le berline erano già di per sé degli autentici status-symbol per la loro eleganza, per le finiture e la ricca dotazione. Le quattro berline erano:
- la 280S, la versione più economica, l'unica della gamma ad essere equipaggiata con un motore a carburatore (in questo caso di 2.8 litri) in grado di erogare fino a 156 CV di potenza massima;
- la 280SE, dotata dello stesso motore, ma alimentato ad iniezione meccanica Bosch K-Jetronic. In questo caso si raggiungono fino a 185 CV;
- la 380SE, che montava un nuovo motore in lega leggera realizzato sulla base del precedente 3.5 M116. Tale motore raggiungeva la potenza massima di 218 CV;
- la 500SE, al momento del lancio la versione di punta tra le berline normali, equipaggiata da un V8 da 5 litri che garantiva fino a 240 CV.

Per quanto riguarda la trasmissione, le versioni a 6 cilindri erano equipaggiate con un cambio manuale a 4 marce, mentre quelle con motori V8 montavano un cambio automatico a 4 rapporti. Quest'ultima variante di trasmissione, largamente utilizzata oltreoceano, era prevista anche per la 300 SD Turbodiesel.
Purtroppo, nello stesso anno della presentazione della serie W126, vi fu un nuovo evento che diede da pensare ai vertici ed ai responsabili tecnici della Casa tedesca, vale a dire una nuova crisi petrolifera, in seguito alla quale si decise di affinare ulteriormente i propulsori utilizzati e di crearne di nuovi. Venne così varato il cosiddetto Energy Program, volto appunto ad incrementare l'efficienza dei motori utilizzati. Fu così che nel 1981 vi furono sostanziose novità: oltre al lancio della versione coupé, venne introdotto un nuovo motore da 3.8 litri, sempre un V8 M116, ma rivisto in alcuni punti: la potenza calò a 204 CV, ma ne venne incrementata la coppia motrice, salita da 299 a 315 Nm. Anche il 5 litri subì un leggero decremento prestazionale (231 CV), mentre il 2.8 di base, sia a carburatori che ad iniezione, non subì modifiche di rilievo. Meccanicamente vi furono altre novità, rappresentate in primis dai rapporti al ponte, che vennero allungati. Tutte queste novità permisero sensibili vantaggi in termini di consumi. Sempre del 1981 è l'introduzione dell'airbag lato guida come accessorio a pagamento: sebbene sia un dispositivo di assoluta importanza, all'epoca non fu capito e non venne ordinato che da pochissimi clienti. Ancora nel 1981, per il mercato nordamericano, viene proposta anche la 300 SD Turbodiesel, dotata di un 3 litri a gasolio con sovralimentazione mediante turbocompressore, in grado di raggiungere una potenza massima di 125 CV.

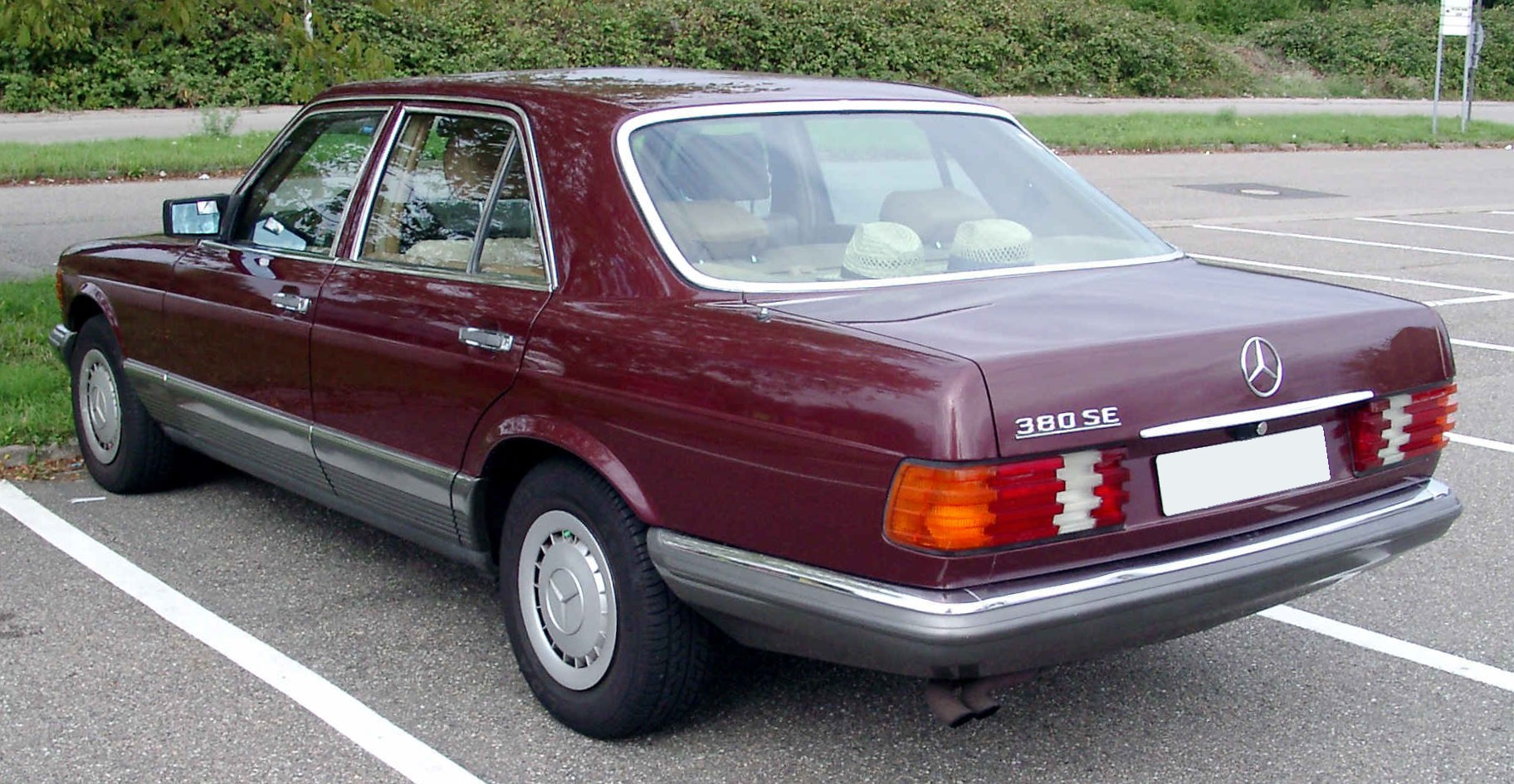
Vista posteriore di una 380SE

Non vi furono novità significative fino al mese di ottobre del 1985, quando la serie W126 venne sottoposta a sostanziosi aggiornamenti. Esteticamente vengono adottati nuovi paraurti anteriori e posteriori dal disegno leggermente rivisto. Vengono inoltre introdotti nuovi cerchi da 15 pollici in luogo dei precedenti cerchi da 14". In abbinamento a tali cerchi vengono montati anche nuovi pneumatici a spalla ribassata. Dal punto di vista della meccanica, vi sono numerose novità, a cominciare dalla base della gamma, dove la versione 2.8 (sia a carburatore sia ad iniezione) viene pensionata a favore di due motorizzazioni: una da 2.6 litri (presente però solo in alcuni mercati) ed una da 3 litri, entrambe dotate finalmente di cambio manuale a 5 marce. Salendo all'interno della gamma W126, il 3.8 litri viene portato a 4.2: qui la potenza massima raggiunge 218 CV. Rimane invece a listino il 5 litri, le cui prestazioni vengono incrementate grazie all'aumento della potenza portata a 245 CV. Sempre del 1985 è l'introduzione della 560SEL, che monta un V8 da 5.6 litri in grado di erogare 299 CV. Tutti i motori vengono dotati di alimentazione ad iniezione meccanico-elettronica anziché semplicemente meccanica. Anche la dotazione viene notevolmente arricchita con l'arrivo del ABS (a richiesta sulle versioni a 6 cilindri e di serie sul resto della gamma). Le versioni con motori V8 potevano avere a richiesta anche l'ASR, ossia il dispositivo antislittamento a controllo elettronico. Negli USA venne tolta di produzione la 300 SD a favore della 300SDL. Nei successivi cinque anni, non vi furono pertanto berline a gasolio a passo normale.

Nel 1986 l'ABS divenne di serie anche nelle versioni di base, dopodiché la gamma W126 arrivò senza aggiornamenti di rilievo al 1990, anno in cui venne introdotta la 350 SD Turbodiesel, sempre per il mercato nordamericano, che montava un nuovo 3.5 litri da 136 CV, meno potente del precedente 3 litri, ma con un notevole apporto di coppia motrice. Si ritornò quindi a proporre un motore a gasolio su berlina a passo normale (ma fu anche proposta con passo lungo).

L'ultima berlina W126 a passo normale fu la 420SE, prodotta fino al dicembre del 1991. In Sudafrica la produzione continuò addirittura fino al 1994.

#### La versione limousine (V126)

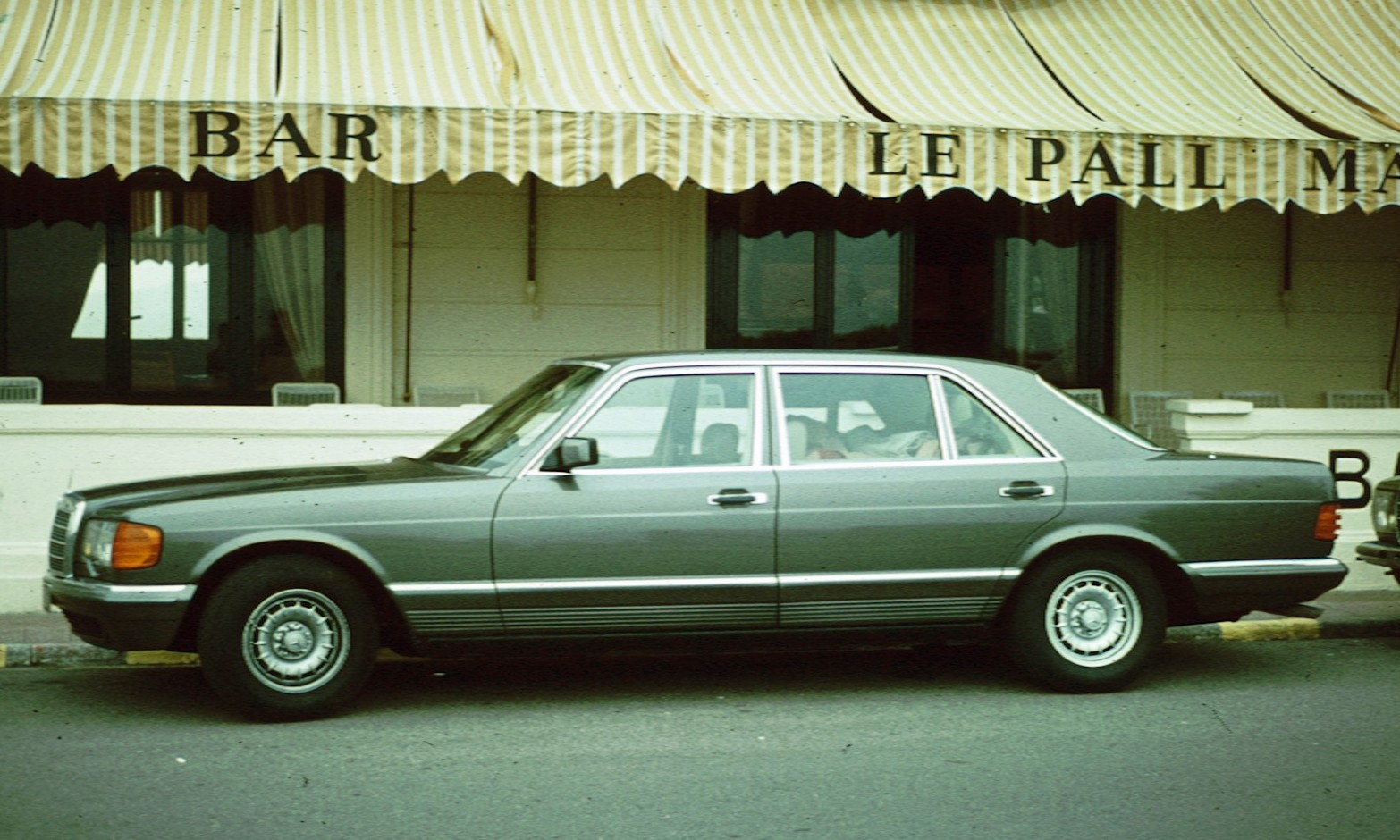
Questa vista laterale di una 420 SEL consente di apprezzare l'allungamento del passo della vettura

La versione limousine consiste in una berlina con passo allungato di 14 cm. Identificata dalla sigla V126, la limousine si riconosce nella gamma W126 dalla sigla SEL che segue il numero identificativo della cilindrata. La versione limousine ha esordito in contemporanea con la berlina a passo normale ed è stata proposta subito in tre modelli: la 280 SEL, la 380 SEL e la 500 SEL. I motori sono analoghi a quelli delle corrispondenti varianti SE. Non è esistita la limousine su base 280S, perciò non sono mai esistite delle Mercedes-Benz V126 a carburatore. Come di consueto, la dotazione era ricchissima e le finiture di alto livello. L'evoluzione delle versioni limousine hanno ricalcato quelle delle normali versioni con carrozzeria berlina. Nel 1985, l'arrivo della 560 SEL rubò alla 500 SEL il titolo di modello top di gamma. Lo stesso anno, per il mercato statunitense, il motore 3 litri turbodiesel venne innestato anche nelle versioni a passo lungo, dando origine alla 300 SDL Turbodiesel, che tra il 1985 ed il 1990 fu anche l'unica W126 a gasolio in listino.

Nel 1990, venne introdotta la 350 SDL in sostituzione della 300 SDL. Le ultime limousine vennero prodotte fino ai primi mesi del 1992.

#### La versione coupé (C126)

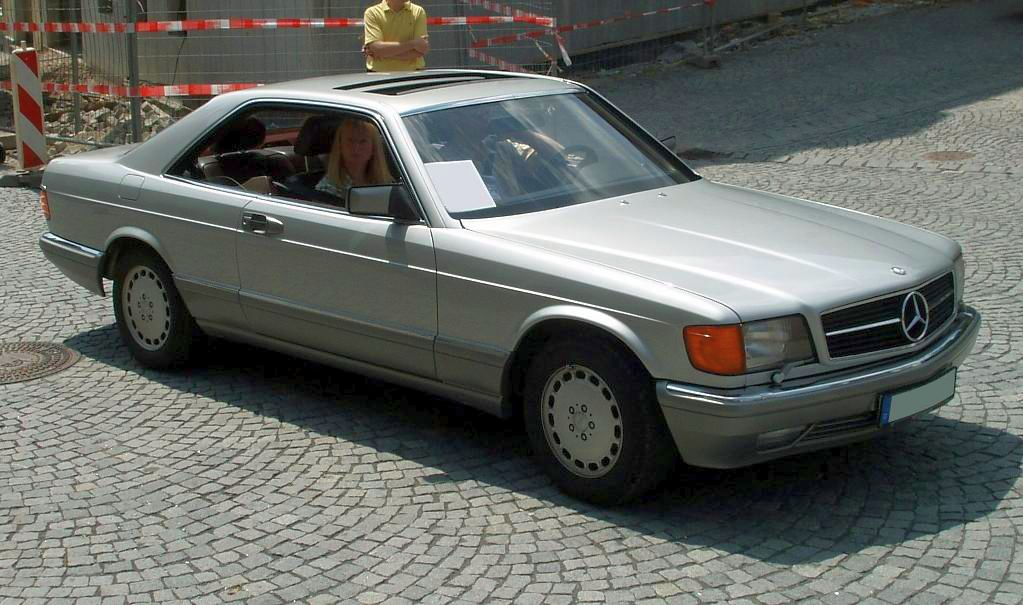
Una versione coupé della serie W126, denominata C126

La C126, ossia la versione coupé realizzata sulla base del pianale W126, è stata considerata da molti come una delle più eleganti e filanti coupé di lusso di sempre, merito delle sue linee slanciate e dinamiche, ma anche semplici e sobrie. La C126, identificata dalla sigla SEC all'interno della gamma W126, è una coupé che sfrutta il pianale W126, ma con passo accorciato di 9 cm. La fiancata è caratterizzata, oltre che dalla presenza delle due porte, anche dall'assenza del montante centrale, una soluzione già vista nelle versioni coupé delle W114 e W115. Tale soluzione dà modo di avere un'unica luce laterale abbassando i due finestrini (anche quelli posteriori erano abbassabili). Anche frontalmente vi erano sensibili differenze, rappresentate da nuovi fari di diverso disegno e da una nuova calandra che recava un grosso stemma della Casa tedesca al centro. Tra le chicche proposte dalla versione coupé vi era anche un dispositivo che porgeva la cintura di sicurezza al conducente non appena questi si accomodava sul sedile. La C126 esordì nel 1981 in sostituzione della serie SLC e si propose inizialmente in due modelli: la 380 SEC e la 500 SEC. Le prestazioni di questi due motori erano analoghe a quelle dei corrispondenti motori montati su berlina e limousine. Nel 1985 la 380 SEC venne sostituita dalla 420 SEC, mentre la 500 SEC beneficiò di un surplus di cavalli, esattamente come avvenne nello stesso periodo anche alle berline e alle limousine. Analogamente, sempre nel 1985, debuttò la 560 SEC, versione di punta della gamma C126.
Per la C126 non erano previste versioni a gasolio. La gamma formatasi a partire dal 1985 non subì quindi aggiornamenti di rilievo e giunse pressoché invariata al termine della sua produzione, che cessò nel mese di ottobre del 1991.
Utilizzando come base la 500 SEC, nel 1983 il designer italiano Franco Sbarro realizzò una propria versione denominata Shahin 1000. Realizzata su commissione di un principe arabo per la sua fidanzata (da cui il mezzo prese il nome), la vettura venne dotata di un nuovo design e le portiere di serie vennero sostituite con delle versioni con apertura ad ala di gabbiano. Realizzata successivamente in altri cinque esemplari, il propulsore originale venne sostituito con una versione 6.8 da 286 cv che permetteva di raggiungere i 220 km/h di velocità massima. Successivamente, nel 1984, venne realizzata la versione evoluta della Shaihn, la Biturbo. Tale vettura manteneva il propulsore e il telaio originale, ma sul primo vennero installati due turbocompressori che permisero un incremento della potenza a 350 cv. Ciò permetteva il raggiungimento di una velocità massima di 270 km/h. La carrozzeria era stata aggiornata con nuovi dettagli, mentre i vetri di serie furono sostituiti con pannelli sfumati di colore rosso. Le portiere furono eliminate e vennero inseriti dei portelli ad apertura ad ala di gabbiano.

#### Il progetto Kombi
Impiegando come base la 560 SEL, venne progettata una versione shooting brake della W126, ma il progetto non ebbe seguito e ne venne costruito un unico esemplare.

#### Fine produzione
In Europa, la gamma W126 venne tolta di produzione tra la fine del 1991 ed i primi mesi del 1992. In particolare, la berlina normale fu tolta dal listino nel dicembre del 1991, mentre le ultime limousine uscirono dalle linee di montaggio nell'aprile del 1992. Dell'ottobre 1991, invece, sono le ultime SEC, ossia le ultime coupé C126.

Ma vi fu un'eccezione, rappresentata dal mercato sudafricano, in cui la W126 venne prodotta fino al 1994.

In totale vennero prodotti 893.591 esemplari di W126, di cui 74.060 SEC e 327.161 SEL, cioè limousine.

La serie W126 viene sostituita dalla serie W140, anch'essa articolata nelle tre versioni berlina, limousine e coupé.

## La tecnica

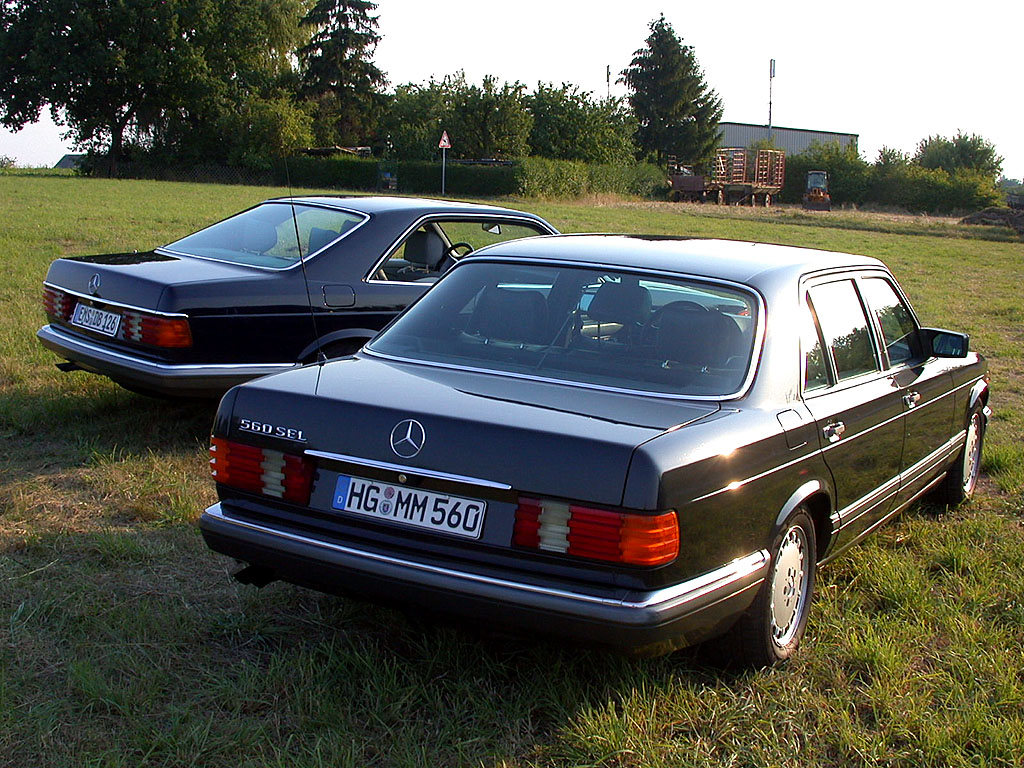
Vista posteriore di una 500 SEC e di una 560 SEL

La W126 non presentava, rispetto al modello precedente, soluzioni tecniche rivoluzionarie, ma un meticoloso (quasi maniacale) affinamento di tutte le componenti. Come già spiegato in precedenza, l'impostazione è quella classica di tutte le vetture della Casa tedesca, mantenuta anche nei decenni seguenti. Il motore era anteriore longitudinale, la trazione rimaneva posteriore, lo sterzo, servoassistito idraulicamente, era sempre a circolazione di sfere, le sospensioni a ruote indipendenti e i freni a disco autoventilati su tutte le ruote.
Anche i motori, che derivavano da quelli della W116, furono evoluti e realizzati interamente in lega di alluminio. Tale lega includeva anche il silicio per la realizzazione del monoblocco. Tutti quanti erano caratterizzati da una gran disponibilità di coppia motrice, il che permetteva a questi motori di raggiungere prestazioni di rilievo senza grossi sforzi. Come conseguenza, era facile raggiungere percorrenze di oltre 500 000 km con lo stesso motore e lo stesso cambio. Alla base della gamma rimaneva il 6 cilindri in linea bialbero di 2746cm³ (sia con alimentazione a carburatore che a iniezione meccanica Bosch K-Jetronic), mentre i V8 (solo a iniezione) M116 ed M117 subirono incrementi di cilindrata da 3499 a 3839 cm³ e da 4520 a 4973 cm³. Per il mercato USA era disponibile anche un 5 cilindri turbodiesel di 2998 cm³. Mentre il 2.8 litri a benzina era abbinabile sia alla trasmissione manuale a 4 marce che a quella automatica sempre a 4 marce, i V8 avevano esclusivamente il cambio automatico a 4 rapporti. Anche le versioni a gasolio per il mercato nordamericano montavano il cambio automatico, dato che questa era la soluzione preferita dalla clientela d'oltreoceano.

Uno sguardo alle sospensioni: normalmente queste prevedevano un avantreno a quadrilatero alto con compensazione della coppia in frenata, mentre il retrotreno era a bracci obliqui di tipo 'semi-trailing arm'. In opzione era possibile avere un avantreno ad ammortizzatori idropneumatici autolivellanti, che era di serie solo nel modello di punta, la 560.

L'impianto frenante era a doppio circuito frenante ed a quattro dischi: quelli anteriori erano autoventilanti, mentre i posteriori erano pieni.

## Tabella caratteristiche tecniche
Le seguenti tabelle mostrano un riepilogo delle caratteristiche tecniche dei vari modelli della serie W126, nonché i dati di produzione per ognuno di essi.
| Motori Mercedes-Benz W126 (berlina a passo normale) |              |                     |                |                                                                   |                |               |                  |                    |              |                     |                    |                    |                    |
| Modello                                             | Sigla telaio | Motore              | Cilindrata cm³ | Alimentazione                                                     | Potenza CV/rpm | Coppia Nm/rpm | Cambio/ rapporti | Massa a vuoto (kg) | Velocità max | Acceler. 0–100 km/h | Consumo (l/100 km) | Anni di produzione | Esemplari prodotti |
| 260SE                                               | 126.020      | M103E26 (103.941)   | 2599           | Iniez. meccanico-elettronica                                      | 166/5800       | 228/4600      | M/5              | 1.520              | 205          | 10"2                | 10.3               | 10/85-08/87        | 20.836             |
| 260SE                                               | 126.020      | M103E26 (103.941)   | 2599           | Iniez. meccanico-elettronica                                      | 166/5800       | 228/4600      | M/5              | 1.570              | 205          | 10"2                | 10.3               | 09/87-02/91        | 20.836             |
| 260 SE Kat                                          | 126.020      | M103E26 (103.941)   | 2599           | Iniez. meccanico-elettronica                                      | 160/5800       | 220/4600      | M/5              | 1.520              | 200          | 10"5                | 11.1               | 10/85-08/87        | 20.836             |
| 260 SE Kat                                          | 126.020      | M103E26 (103.941)   | 2599           | Iniez. meccanico-elettronica                                      | 160/5800       | 220/4600      | M/5              | 1.570              | 200          | 10"5                | 11.1               | 09/87-02/91        | 20.836             |
| 280S                                                | 126.021      | M110V28 (110.924)   | 2746           | Carburatore                                                       | 156/5500       | 223/4000      | M/4              | 1.560              | 200          | 11"                 | 12.3               | 12/79-09/81        | 42.996             |
| 280S                                                | 126.021      | M110V28 (110.926)   | 2746           | Carburatore                                                       | 156/5500       | 223/4000      | M/4              | 1.560              | 200          | 11"                 | 11.4               | 10/81-11/85        | 42.996             |
| 280 SE                                              | 126.022      | M110E28 (110.987)   | 2746           | Iniez. meccanica                                                  | 185/5800       | 242/4500      | M/4              | 1.560              | 210          | 10"                 | 12.6               | 12/79-09/81        | 133.955            |
| 280 SE                                              | 126.022      | M110E28 (110.989)   | 2746           | Iniez. meccanica                                                  | 185/5800       | 242/4500      | M/4              | 1.560              | 210          | 10"                 | 11.6               | 10/81-09/85        | 133.955            |
| 300 SE                                              | 126.024      | M103E30 (103.981)   | 2962           | Iniez. meccanico-elettronica                                      | 188/5700       | 260/4400      | M/5              | 1.520              | 210          | 9"1                 | 10.5               | 09/85-08/87        | 105.422            |
| 300 SE                                              | 126.024      | M103E30 (103.981)   | 2962           | Iniez. meccanico-elettronica                                      | 188/5700       | 260/4400      | M/5              | 1.570              | 210          | 9"1                 | 10.5               | 09/87-10/91        | 105.422            |
| 300 SE Kat                                          | 126.024      | M103E30 (103.981)   | 2962           | Iniez. meccanico-elettronica                                      | 179/5700       | 255/4400      | M/5              | 1.520              | 205          | 9"3                 | 11.9               | 09/85-08/87        | 105.422            |
| 300 SE Kat                                          | 126.024      | M103E30 (103.981)   | 2962           | Iniez. meccanico-elettronica                                      | 179/5700       | 255/4400      | M/5              | 1.570              | 205          | 9"3                 | 11.9               | 09/87-10/91        | 105.422            |
| 380 SE                                              | 126.032      | M116E38 (116.961)   | 3818           | Iniez. meccanica                                                  | 218/5500       | 305/4000      | A/4              | 1.595              | 215          | 9"3                 | 14.4               | 09/79-09/81        | 58.239             |
| 380 SE                                              | 126.032      | M116E38 (116.963)   | 3839           | Iniez. meccanica                                                  | 204/5250       | 315/3250      | A/4              | 1.595              | 210          | 9"8                 | 11.2               | 10/81-11/85        | 58.239             |
| 420 SE                                              | 126.034      | M116E42 (116.965)   | 4196           | Iniez. meccanico-elettronica                                      | 218/5200       | 330/3750      | A/4              | 1.600              | 218          | 8"3                 | 11.5               | 09/85-08/87        | 13.996             |
| 420 SE                                              | 126.034      | M116E42 (116.965)   | 4196           | Iniez. meccanico-elettronica                                      | 231/5400       | 335/4000      | A/4              | 1.640              | 222          | 8"2                 | 11.5               | 09/87-12/91        | 13.996             |
| 420 SE Kat                                          | 126.034      | M116E42 (116.965)   | 4196           | Iniez. meccanico-elettronica                                      | 204/5200       | 310/3600      | A/4              | 1.600              | 210          | 8"7                 | 11.9               | 09/85-08/87        | 13.996             |
| 420 SE Kat                                          | 126.034      | M116E42 (116.965)   | 4196           | Iniez. meccanico-elettronica                                      | 224/5400       | 325/4000      | A/4              | 1.640              | 220          | 8"3                 | 11.9               | 09/87-12/91        | 13.996             |
| 500 SE                                              | 126.036      | M117E50 (117.961)   | 4973           | Iniez. meccanica                                                  | 240/4750       | 404/3200      | A/4              | 1.620              | 225          | 8"1                 | 15.3               | 09/79-09/81        | 33.418             |
| 500 SE                                              | 126.036      | M117E50 (117.963)   | 4973           | Iniez. meccanica                                                  | 231/4750       | 405/3000      | A/4              | 1.620              | 225          | 8"1                 | 11.8               | 11/81-09/85        | 33.418             |
| 500 SE                                              | 126.036      | M117E50 (117.965)   | 4973           | Iniez. meccanico-elettronica                                      | 245/4750       | 400/3750      | A/4              | 1.620              | 230          | 7"3                 | 12                 | 09/85-08/87        | 33.418             |
| 500 SE                                              | 126.036      | M117E50 (117.965)   | 4973           | Iniez. meccanico-elettronica                                      | 265/5200       | 405/4000      | A/4              | 1.670              | 235          | 7"2                 | 11.9               | 09/87-08/91        | 33.418             |
| 500 SE Kat                                          | 126.036      | M117E50 (117.965)   | 4973           | Iniez. meccanico-elettronica                                      | 223/4750       | 365/2500      | A/4              | 1.620              | 220          | 8"                  | 12.5               | 09/85-08/87        | 33.418             |
| 500 SE Kat                                          | 126.036      | M117E50 (117.965)   | 4973           | Iniez. meccanico-elettronica                                      | 252/5200       | 390/3750      | A/4              | 1.670              | 230          | 7"5                 | 11.4               | 09/87-08/91        | 33.418             |
| 560 SE                                              | 126.038      | M117E56 (117.968)   | 5547           | Iniez. meccanico-elettronica                                      | 272/5000       | 430/3750      | A/4              | 1.800              | 250          | 6"8                 | 13.3               | 09/85-08/87        | 1.252              |
| 560 SE                                              | 126.038      | M117E56 (117.968)   | 5547           | Iniez. meccanico-elettronica                                      | 300/5000       | 455/3750      | A/4              | 1.800              | 250          | 6"8                 | 13.3               | 09/87-01/91        | 1.252              |
| 560 SE Kat                                          | 126.038      | M117E56 (117.968)   | 5547           | Iniez. meccanico-elettronica                                      | 242/4800       | 390/3500      | A/4              | 1.800              | 240          | 7"2                 | 14.1               | 09/85-08/87        | 1.252              |
| 560 SE Kat                                          | 126.038      | M117E56 (117.968)   | 5547           | Iniez. meccanico-elettronica                                      | 279/5200       | 430/3750      | A/4              | 1.800              | 240          | 7"2                 | 14.1               | 09/87-01/91        | 1.252              |
| 300 SD Turbodiesel                                  | 126.120      | OM617D30A (617.951) | 2998           | Iniezione indiretta(precamera), pompa in linea e turbocompressore | 121/4350       | 230/2400      | A/4              | 1.695              | 175          | 15"2                | -                  | 09/79-09/82        | 78.725             |
| 300 SD Turbodiesel                                  | 126.120      | OM617D30A (617.951) | 2998           | Iniezione indiretta(precamera), pompa in linea e turbocompressore | 125/4350       | 250/2400      | A/4              | 1.705              | 175          | 15"2                | -                  | 10/82-08/85        | 78.725             |
| 350 SD Turbodiesel                                  | 126.134      | OM603D35A (603.970) | 3449           | Iniezione indiretta(precamera), pompa in linea e turbocompressore | 136/4000       | 310/2000      | A/4              | 1.770              | 175          | 13"                 | -                  | 06/90-08/91        | 2.066              |

| Motori Mercedes-Benz V126 (limousine o berlina a passo lungo) |              |                     |                |                                                                 |                |               |                  |                    |              |                     |                    |                    |                    |
| Modello                                                       | Sigla telaio | Motore              | Cilindrata cm³ | Alimentazione                                                   | Potenza CV/rpm | Coppia Nm/rpm | Cambio/ rapporti | Massa a vuoto (kg) | Velocità max | Acceler. 0–100 km/h | Consumo (l/100 km) | Anni di produzione | Esemplari prodotti |
| 280 SEL                                                       | 126.023      | M110E28 (110.987)   | 2746           | Iniez. meccanica                                                | 185/5800       | 242/4500      | M/4              | 1.590              | 210          | 10"                 | 12.6               | 12/79-09/81        | 20.655             |
| 280 SEL                                                       | 126.023      | M110E28 (110.989)   | 2746           | Iniez. meccanica                                                | 185/5800       | 242/4500      | M/4              | 1.590              | 210          | 10"                 | 11.6               | 11/81-09/85        | 20.655             |
| 300 SEL                                                       | 126.025      | M103E30 (103.981)   | 2962           | Iniez. meccanico-elettronica                                    | 188/5700       | 260/4400      | M/5              | 1.550              | 210          | 9"1                 | 10.5               | 09/85-08/87        | 40.956             |
| 300 SEL                                                       | 126.025      | M103E30 (103.981)   | 2962           | Iniez. meccanico-elettronica                                    | 188/5700       | 260/4400      | M/5              | 1.590              | 210          | 9"1                 | 10.5               | 09/87-08/91        | 40.956             |
| 300 SEL Kat                                                   | 126.025      | M103E30 (103.981)   | 2962           | Iniez. meccanico-elettronica                                    | 179/5700       | 255/4400      | M/5              | 1.550              | 205          | 9"3                 | 11.9               | 09/85-08/87        | 40.956             |
| 300 SEL Kat                                                   | 126.025      | M103E30 (103.981)   | 2962           | Iniez. meccanico-elettronica                                    | 179/5700       | 255/4400      | M/5              | 1.590              | 205          | 9"3                 | 11.9               | 09/87-08/91        | 40.956             |
| 380 SEL                                                       | 126.033      | M116E38 (116.961)   | 3818           | Iniez. meccanica                                                | 218/5500       | 305/4000      | A/4              | 1.615              | 215          | 9"3                 | 14.4               | 10/79-09/81        | 27.014             |
| 380 SEL                                                       | 126.033      | M116E38 (116.963)   | 3839           | Iniez. meccanica                                                | 204/5250       | 315/3250      | A/4              | 1.615              | 210          | 9"8                 | 11.2               | 10/81-09/85        | 27.014             |
| 420 SEL                                                       | 126.035      | M116E42 (116.965)   | 4196           | Iniez. meccanico-elettronica                                    | 218/5200       | 330/3750      | A/4              | 1.630              | 218          | 8"3                 | 11.5               | 10/85-08/87        | 74.017             |
| 420 SEL                                                       | 126.035      | M116E42 (116.965)   | 4196           | Iniez. meccanico-elettronica                                    | 231/5400       | 335/4000      | A/4              | 1.660              | 222          | 8"2                 | 11.5               | 09/87-10/91        | 74.017             |
| 420 SEL Kat                                                   | 126.035      | M116E42 (116.965)   | 4196           | Iniez. meccanico-elettronica                                    | 204/5200       | 310/3600      | A/4              | 1.630              | 210          | 8"7                 | 11.9               | 10/85-08/87        | 74.017             |
| 420 SEL Kat                                                   | 126.035      | M116E42 (116.965)   | 4196           | Iniez. meccanico-elettronica                                    | 224/5400       | 325/4000      | A/4              | 1.660              | 220          | 8"3                 | 11.9               | 09/87-10/91        | 74.017             |
| 500 SEL                                                       | 126.037      | M117E50 (117.961)   | 4973           | Iniez. meccanica                                                | 240/4750       | 404/3200      | A/4              | 1.655              | 225          | 8"1                 | 15.3               | 09/79-09/81        | 72.693             |
| 500 SEL                                                       | 126.037      | M117E50 (117.963)   | 4973           | Iniez. meccanica                                                | 231/4750       | 405/3000      | A/4              | 1.655              | 225          | 8"1                 | 11.8               | 11/81-09/85        | 72.693             |
| 500 SEL                                                       | 126.037      | M117E50 (117.965)   | 4973           | Iniez. meccanico-elettronica                                    | 245/4750       | 400/3750      | A/4              | 1.655              | 230          | 7"3                 | 12                 | 09/85-08/87        | 72.693             |
| 500 SEL                                                       | 126.037      | M117E50 (117.965)   | 4973           | Iniez. meccanico-elettronica                                    | 265/5200       | 405/4000      | A/4              | 1.670              | 235          | 7"2                 | 11.9               | 09/87-02/92        | 72.693             |
| 500 SEL Kat                                                   | 126.037      | M117E50 (117.965)   | 4973           | Iniez. meccanico-elettronica                                    | 223/4750       | 365/2500      | A/4              | 1.620              | 220          | 8"                  | 12.5               | 09/85-08/87        | 72.693             |
| 500 SEL Kat                                                   | 126.037      | M117E50 (117.965)   | 4973           | Iniez. meccanico-elettronica                                    | 252/5200       | 390/3750      | A/4              | 1.670              | 230          | 7"5                 | 11.4               | 09/87-02/92        | 72.693             |
| 560 SEL                                                       | 126.039      | M117E56 (117.968)   | 5547           | Iniez. meccanico-elettronica                                    | 272/5000       | 430/3750      | A/4              | 1.810              | 250          | 6"8                 | 13.3               | 09/85-08/87        | 75.071             |
| 560 SEL                                                       | 126.039      | M117E56 (117.968)   | 5547           | Iniez. meccanico-elettronica                                    | 300/5000       | 455/3750      | A/4              | 1.830              | 250          | 6"8                 | 13.3               | 09/87-04/92        | 75.071             |
| 560 SEL Kat                                                   | 126.039      | M117E56 (117.968)   | 5547           | Iniez. meccanico-elettronica                                    | 242/4800       | 390/3500      | A/4              | 1.810              | 240          | 7"2                 | 14.1               | 09/85-08/87        | 75.071             |
| 560 SEL Kat                                                   | 126.039      | M117E56 (117.968)   | 5547           | Iniez. meccanico-elettronica                                    | 279/5200       | 430/3750      | A/4              | 1.830              | 240          | 7"2                 | 14.1               | 09/87-04/92        | 75.071             |
| 300 SDL Turbodiesel                                           | 126.125      | OM603D30A (603.961) | 2996           | Iniez. indiretta (precamera), pompa in linea e turbocompressore | 150/4600       | 273/2400      | A/4              | 1.740              | 195          | 12"5                | -                  | 02/85-09/87        | 13.830             |
| 350 SDL Turbodiesel                                           | 126.135      | OM603D35A (603.970) | 3449           | Iniez. indiretta (precamera), pompa in linea e turbocompressore | 136/4000       | 310/2000      | A/4              | 1.790              | 175          | 13"                 | -                  | 06/90-08/91        | 2.925              |

| Motori Mercedes-Benz C126 (coupé) |              |                   |                |                              |                |               |                  |                    |              |                     |                    |                    |                    |
| Modello                           | Sigla telaio | Motore            | Cilindrata cm³ | Alimentazione                | Potenza CV/rpm | Coppia Nm/rpm | Cambio/ rapporti | Massa a vuoto (kg) | Velocità max | Acceler. 0–100 km/h | Consumo (l/100 km) | Anni di produzione | Esemplari prodotti |
| 380 SEC                           | 126.043      | M116E38 (116.961) | 3839           | Iniez. meccanica             | 204/5250       | 315/3250      | A/4              | 1.585              | 210          | 9"8                 | 13.9               | 11/81-09/85        | 11.267             |
| 420 SEC                           | 126.046      | M116E42 (116.965) | 4196           | Iniez. meccanico-elettronica | 218/5200       | 330/3750      | A/4              | 1.600              | 218          | 8"3                 | 11.5               | 10/85-08/87        | 3.680              |
| 420 SEC                           | 126.046      | M116E42 (116.965) | 4196           | Iniez. meccanico-elettronica | 231/5400       | 335/4000      | A/4              | 1.620              | 222          | 8"2                 | 11.5               | 09/87-10/91        | 3.680              |
| 420 SEC Kat                       | 126.046      | M116E42 (116.965) | 4196           | Iniez. meccanico-elettronica | 204/5200       | 310/3600      | A/4              | 1.600              | 210          | 8"7                 | 11.9               | 10/85-08/87        | 3.680              |
| 420 SEC Kat                       | 126.046      | M116E42 (116.965) | 4196           | Iniez. meccanico-elettronica | 224/5400       | 325/4000      | A/4              | 1.620              | 220          | 8"3                 | 11.9               | 09/87-10/91        | 3.680              |
| 500 SEC                           | 126.044      | M117E50 (117.961) | 4973           | Iniez. meccanica             | 231/4750       | 405/3000      | A/4              | 1.610              | 225          | 8"1                 | 11.8               | 11/81-09/85        | 30.184             |
| 500 SEC                           | 126.044      | M117E50 (117.965) | 4973           | Iniez. meccanico-elettronica | 245/4750       | 400/3750      | A/4              | 1.620              | 230          | 7"3                 | 12                 | 09/85-08/87        | 30.184             |
| 500 SEC                           | 126.044      | M117E50 (117.965) | 4973           | Iniez. meccanico-elettronica | 265/5200       | 405/4000      | A/4              | 1.650              | 235          | 7"2                 | 11.9               | 09/87-09/91        | 30.184             |
| 500 SEC Kat                       | 126.044      | M117E50 (117.965) | 4973           | Iniez. meccanico-elettronica | 223/4750       | 365/2500      | A/4              | 1.620              | 220          | 8"                  | 12.5               | 09/85-08/87        | 30.184             |
| 500 SEC Kat                       | 126.044      | M117E50 (117.965) | 4973           | Iniez. meccanico-elettronica | 252/5200       | 390/3750      | A/4              | 1.650              | 230          | 7"5                 | 11.4               | 09/87-09/91        | 30.184             |
| 560 SEC                           | 126.045      | M117E56 (117.968) | 5547           | Iniez. meccanico-elettronica | 272/5000       | 430/3750      | A/4              | 1.750              | 250          | 6"8                 | 13.3               | 09/85-08/87        | 28.929             |
| 560 SEC                           | 126.045      | M117E56 (117.968) | 5547           | Iniez. meccanico-elettronica | 300/5000       | 455/3750      | A/4              | 1.760              | 250          | 6"8                 | 13.3               | 09/87-10/91        | 28.929             |
| 560 SEC Kat                       | 126.045      | M117E56 (117.968) | 5547           | Iniez. meccanico-elettronica | 242/4800       | 390/3500      | A/4              | 1.750              | 240          | 7"2                 | 14.1               | 09/85-08/87        | 28.929             |
| 560 SEC Kat                       | 126.045      | M117E56 (117.968) | 5547           | Iniez. meccanico-elettronica | 279/5200       | 430/3750      | A/4              | 1.760              | 240          | 7"2                 | 14.1               | 09/87-10/91        | 28.929             |